# Karl-Johan Johnsson
Karl-Johan „Kalle“ Johnsson (* 28. Januar 1990 in Ränneslöv, Gemeinde Laholm) ist ein schwedischer Fußballspieler. Der Torwart debütierte 2008 für Halmstads BK in der Allsvenskan, vier Jahre später spielte er erstmals in der schwedischen Nationalmannschaft.

## Werdegang
Johnsson spielte in seiner Jugend zunächst bei Ränneslövs GIF. Im Alter von 15 Jahren wechselte er in die Jugendabteilung des Halmstads BK. Dort machte er die Verantwortlichen des Svenska Fotbollförbundet auf sich aufmerksam und debütierte im Herbst 2007 in der schwedischen Nachwuchsnationalmannschaft. Im folgenden Jahr rückte er als dritter Torhüter in den Profikader seines Klubs auf. Nach dem Abgang Marcus Sahlmans im Sommer rückte er auf und kam nach einer Verletzung Magnus Bahnes bei der 1:2-Niederlage gegen Djurgårdens IF als Einwechselspieler im August des Jahres zu seinem ersten Spiel im Profifußball. In den folgenden beiden Spielzeiten kam er als Ersatzmann unregelmäßig zum Einsatz, behauptete sich aber in den Juniorenauswahlen. Im Juni 2009 setzte ihn das Trainerduo Tommy Söderberg und Jörgen Lennartsson erstmals in der schwedischen U-21-Auswahl ein, Kristoffer Nordfeldt kristallisierte sich jedoch als Stammtorhüter in der Auswahl heraus. Nach dem Abgang Bahnes Ende 2009 war Johnsson hinter Robin Malmqvist nur Ersatzmann und rutschte aus dem Kader der Nachwuchsnationalmannschaft.
Vor Beginn der Spielzeit 2011 hatte Halmstads BK mit Josep Clotet Ruiz einen neuen Trainer verpflichtet, der fünf Spieler aus Spanien zum Klub brachte. Darunter war auch der Torhüter Nauzet Pérez González, der in den ersten Saisonspielen das Tor hütete. Nach einem Platzverweis am siebten Spieltag rückte Johnsson nach und stand – nach einem Trainerwechsel zu Jens Gustafsson im Juli – bis zum Saisonende als Stammspieler zwischen den Pfosten. Der Klub gewann im gesamten Saisonverlauf lediglich drei Spiele und stieg als Tabellenletzter in die zweitklassige Superettan ab. Dennoch hatte er sich im Saisonverlauf in die U-21-Auswahl zurückgespielt und wurde nach Saisonende für eine Januartour von Nationaltrainer Erik Hamrén als einer von neun Neulingen neben seinem Mannschaftskameraden Marcus Olsson in die A-Nationalmannschaft berufen. Beim 5:0-Erfolg gegen die katarische Nationalelf debütierte er im Auswahltrikot, als er in der zweiten Halbzeit Johan Dahlin ersetzte. In der anschließenden Spielzeit stand er in allen 30 Saisonspielen zwischen den Pfosten, an der Seite von Johan Blomberg, Johnny Lundberg, Christian Järdler und Guðjón Baldvinsson erreichte er den Relegationsplatz und stieg nach Erfolgen über den GIF Sundsvall direkt wieder auf. Parallel war er auch bei der U-21-Auswahl Stammspieler, mit der er im Herbst die Play-off-Spiele zur Qualifikation zur U-21-Europameisterschaft 2013 erreichte. Die Endrundenteilnahme verpasste die Mannschaft durch zwei Niederlagen in den Entscheidungsspiele gegen die italienische Nachwuchsauswahl.
Anfang November unterschrieb Johnsson einen bis Sommer 2016 gültigen Vertrag beim niederländischen Klub NEC Nijmegen. Hier war er zunächst bei Trainer Alex Pastoor Ersatztorhüter hinter Gábor Babos, zu Beginn der Spielzeit 2013/14 rückte er jedoch als Stammtorhüter auf. Nachdem der Klub in den Abstiegskampf gerutscht war, wurde mit dem langjährigen NEC-Spieler Anton Janssen ein neuer Trainer präsentiert. Dieser setzte auch über weite Strecken auf Johnsson, erst im letzten Saisonviertel kam der bisherige Ersatzmann Dennis Gentenaar zu einer Handvoll Einsätze. Am Saisonende belegte die Mannschaft einen Relegationsplatz. Gegen Sparta Rotterdam stand er an der Seite von Rens van Eijden, Søren Rieks, Kevin Conboy und Christoph Hemlein in beiden Partien zwischen den Pfosten, der Klub stieg jedoch nach zwei Niederlagen in die Zweitklassigkeit ab.
Im Sommer 2014 verließ Johnsson die Niederlande und wechselte nach Dänemark. Beim Randers FC unterzeichnete er einen Drei-Jahres-Vertrag. In der Spielzeit 2014/15 erreichte er als Stammtorhüter in 32 der 33 Saisonspiele eingesetzt mit der Mannschaft an der Seite von Alexander Fischer, Mads Fenger, Theódór Elmar Bjarnason sowie seinen Landsmännern Viktor Lundberg und Mikael Ishak, der als vereinsintern bester Torschütze glänzte, den vierten Tabellenplatz, der die Teilnahme an der Qualifikationsrunde zur die UEFA Europa League 2015/16 bedeutete. Dort schied er mit der Mannschaft nach einem 0:0-Hinspielremis durch eine 0:1-Niederlage in der Verlängerung gegen den schwedischen Klub IF Elfsborg in der zweiten Runde aus. Parallel hielt er sich im Kreis der Nationalmannschaft, stand aber meistens im Schatten von Andreas Isaksson und Robin Olsen, so dass er regelmäßig nur als zweiter oder dritter Torhüter im Aufgebot stand und nur vereinzelt zu Länderspielehren kam. Auch im Anschluss an die Spielzeit 2015/16, die er mit dem Verein als Tabellensechster beendete, wurde ihm die Konkurrenz vorgezogen und er stand nicht einmal im Aufgebot von Nationaltrainer Erik Hamrén für die Europameisterschaft 2016.
Im Sommer 2016 wechselte Johnsson nach Frankreich zu EA Guingamp, wo er einen Vier-Jahres-Vertrag unterzeichnete. Dort war er auf Anhieb war er Stammtorhüter in der Ligue 1, dies honorierte auch der neue Nationaltrainer Janne Andersson, der ihn im August als einen von drei Torhütern neben den EM-Fahrern Robin Olsen und Patrik Carlgren nominierte. Während er auf Vereinsebene – abgesehen von einem Spiel Pause aufgrund eines Platzverweises bei der 1:2-Niederlage beim FC Toulouse am fünften Spieltag, in dem er von Romain Salin vertreten wurde – jedoch im Verlauf der Spielzeit 2016/17 unumstrittene Nummer eins war, blieb ihm in der Nationalmannschaft jedoch weiterhin der Platz auf der Ersatzbank.
Im Juli 2019 wechselte er dann weiter zum dänischen Meister FC Kopenhagen und unterschrieb dort einen Vertrag bis 2023. In der UEFA Europa League 2019/20 erreichte er mit der Mannschaft das aufgrund der Einschränkungen in Folge der COVID-19-Pandemie einmalig durchgeführte Finalturnier. Im Kölner Rheinenergiestadion ausgetragenen Viertelfinalspiel scheiterte er mit dem Klub nach Verlängerung an Manchester United. Aufgrund seiner guten Leistungen wurde er neben Samir Handanovič und Bono von den Endspielgegnern Inter Mailand und FC Sevilla in den Mannschaftskader der Europa-League-Saison aufgenommen.
Mit der schwedischen Auswahl erreichte Johnsson bei der Europameisterschaft 2021 das Achtelfinale, wo Schweden gegen die Ukraine ausschied. Dabei war er erneut hinter Olsen gemeinsam mit Nordfeldt Ersatzmann.
Während der Spielzeiten 2019/20 und 2020/21 war Johnsson beim FC Kopenhagen als Stammtorhüter gesetzt. In der Folge verlor er jedoch seinen Stammplatz und kam in den darauffolgenden Spielzeiten nur noch sporadisch zum Einsatz. Im August 2023 wechselte er ablösefrei zu Girondins Bordeaux, wo er in der Ligue 2 auf 22 Einsätze kam. Ein Jahr später schloss er sich Racing Straßburg an. In seiner ersten Saison dort absolvierte er zwar die ersten drei Ligaspiele, kam danach jedoch zu keinem weiteren Einsatz in der Ligue 1.

## Erfolge
FC Kopenhagen
- Dänischer Meister: 2022